# Cnemojoppa rufipes
Cnemojoppa rufipes là một loài tò vò trong họ Ichneumonidae.